# Viktar Hantjar
Viktar Iosifavitj Hantjar (belarusiska: Віктар Іосіфавіч Ганчар), även (ryska: Виктор Гончар: Viktor Gontjar), född 7 september 1958 i Radzitjava i Vitryska SSR i Sovjetunionen (nu Belarus), försvunnen 16 september 1999, var en belarusisk politiker som försvann och sannolikt mördades år 1999. 

## Biografi
Hantjar föddes i den belarusiska byn Radzitjava i distriktet Slutsk rajon. Han avlade examen vid juridiska fakulteten vid Belarusiska Statsuniversitetet år 1979 och arbetade sedan som juridikforskare vid olika belarusiska institutioner. År 1991 började Hantjar arbeta som vice borgmästare i Maladzetjna. År 1994 kandiderade han till Belarus författningsdomstol, men fick inte tillräckligt stöd från parlamentsledamöterna.
Under Belarus presidentval år 1994 hade Hantjar en framträdande roll i Aleksandr Lukasjenkos valkampanj. Efter Lukasjenkos seger i presidentvalet utsågs Hantjar till vice premiärminister, men avgick kort därefter. Hantjar gick sedan med i Belarus Enade Medborgarparti som opposition till presidenten. 1995-1996 var Hantjar generalsekreterare för OSS förvaltningsdomstol.
År 1995 valdes Hantjar in i Belarus högsta lagstiftande församling. År 1996 utsågs han till ordförande för den centrala valkommittén och motsatte sig aktivt Lukasjenko under folkomröstningen 1996. År 1996 avskedades han av presidenten från sin position. Hantjar erkände aldrig resultatet av folkomröstningen 1996 som legitimt. År 1998 ledde Hantjar en alternativ valkommitté under presidentvalet 1999, organiserad av oppositionen som en protest mot konstitutionella reformer av Lukasjenko.

## Försvinnande
Hantjar försvann i Minsk den 16 september 1999, tillsammans med sin vän – affärsmannen Anatol Krasoŭski. Bitar av krossat glas och blod hittades på den förmodade plats där Hantjar och Krasoŭski senast hade setts. Den 5 december 2002 förklarades de officiellt försvunna av en belarusisk domstol. I januari 2003 lade Minsks chefsåklagare ner brottsutredningen om Hantjars och Krasoŭskis försvinnande.
Enligt den tidigare tjänstemannen Aleh Alkaeu fördes Hantjar bort och avrättades på order av personer nära president Lukasjenko. Utredningen av Hančars och Krasoŭskis försvinnande är en av huvudfrågorna hos den belarusiska oppositionen och är också ett diskussionsämne för internationella människorättsorganisationer.
I september 2004 utfärdade Europeiska unionen och USA reseförbud för fem belarusiska tjänstemän som misstänks vara inblandade i kidnappningen av flera belarusiska regimkritiker: inrikesminister Vladimir Naumov, generalåklagaren Viktor Sheiman, minister för sport och turism Juri Sivakov samt överste Dmitrij Pavlichenko.
I december 2019 publicerade Deutsche Welle en dokumentärfilm där Juri Harauski, en tidigare medlem av en specialenhet vid det belarusiska inrikesministeriet med öknamnet "mördartruppen", bekräftade att det var hans enhet som hade kidnappat och mördat Juri Zakharanka, och att de senare gjorde samma sak med Hantjar och Krasoŭski.